# Phantyna rita
Phantyna rita là một loài nhện trong họ Dictynidae.
Loài này thuộc chi Phantyna. Phantyna rita được Willis J. Gertsch miêu tả năm 1946.